# Quinn (Vorname)
Quinn ist ein universeller Vorname, für männliche und weibliche Personen.

## Herkunft und Bedeutung
Quinn war ursprünglich ein irischer Familienname (Ó Cuinn, „Nachfahre von Conn“), der später als Vorname vergeben wurde.

## Verbreitung
Als männlicher Vorname ist Quinn seit 1960 in den TOP-1000 in den USA vertreten, als weiblicher Vorname seit 1995. Im Jahr 2010 wurde Quinn häufiger an Mädchen als an Jungen vergeben.

## Namensträger
- Quinn Collins (* 1983), US-amerikanischer Komponist
- Quinn Cook (* 1993), US-amerikanischer Basketballspieler
- Quinn Dehlinger (* 2002), US-amerikanischer Freestyle-Skier
- Quinn Hancock (* 1977), kanadischer Eishockeyspieler
- Quinn Hughes (* 1999), US-amerikanischer Eishockeyspieler
- Quinn Lord (* 1999), kanadischer Schauspieler
- Quinn Martin (eigentlich Irwin Martin Cohn; 1922–1987), US-amerikanischer Fernsehproduzent
- Quinn Meinerz (* 1998), US-amerikanischer American-Football-Spieler
- Quinn K. Redeker (1936–2022), US-amerikanischer Schauspieler und Drehbuchautor
- Quinn Simmons (* 2001), US-amerikanischer Radrennfahrer
- Quinn Slobodian (* 1978), kanadischer Historiker
- Quinn Sullivan (* 1999), US-amerikanischer Bluesmusiker
- Quinn Wilson (1908–1978), US-amerikanischer R&B- und Jazzmusiker
- Quinn Wolferman (* 1997), US-amerikanischer Freestyle- und Freeride-Skier

## Namensträgerinnen
- Quinn Cummings (* 1967), US-amerikanische Filmschauspielerin und Unternehmerin
- Quinn Gleason (* 1994), US-amerikanische Tennisspielerin
- Quinn Shephard (* 1995), US-amerikanische Schauspielerin